# Saison 2 de La Voix
La saison 2 de La Voix est diffusée du 19 janvier 2014 au 13 avril 2014 sur TVA, animée par Charles Lafortune. Seul Marc Dupré est de retour comme coach pour une deuxième saison, tandis que Ariane Moffatt, coach gagnante de la première saison, Jean-Pierre Ferland et Marie-Mai ont été remplacés par Louis-Jean Cormier, Éric Lapointe, et Isabelle Boulay
Le vainqueur de la saison 2 de La Voix est Yoan Garneau, 18 ans, de Ferme-Neuve, membre de l'équipe d'Isabelle Boulay.

## Candidats
Certains candidats avaient précédemment une carrière, dans la musique ou non.
- Julie Lefebvre, ayant auditionné lors de la première saison, interprétait Angela dans Phénomia9, en 2003.
- Mathieu Lavoie fut lauréat interprète du Festival international de la chanson de Granby en 1995 et a participé aux spectacles du Cirque du Soleil, dont Quidam et Varekai.
- Sandra Christin a participé au Festival international de la chanson de Granby en 1991, en même temps qu'Isabelle Boulay.
- Rita Tabbakh a participé aux comédies musicales Shéhérazade : Les Mille et Une Nuits et Dracula, entre l'amour et la mort.
- Philippe Touzel interprétait Phen dans Phénomia9, en 2003.
- Julie Ménard est comédienne.
- Éléonore Lagacé joue dans 30 vies et elle a participé à La Cour des grands.
- Roxane Filion a participé à la comédie musicale Shéhérazade : Les Mille et Une Nuits.
- Catherine Filion fait partie de la distribution de Québec issime.
- Philippe Berghella a participé aux comédies musicales Don Juan et Shéhérazade : Les Mille et Une Nuits.
- Sabrina Paton a participé à la première saison de Rock n' Road.
- Élie Dupuis est acteur et a joué dans le film Maman est chez le coiffeur.

D'autres ont des liens avec des personnalités québécoises ou d'anciens participants.
- Ian Ducharme est en couple avec Kath Biss, laquelle ayant auditionné lors de la première saison, sans succès.
- Éve Dallaire est la fille de Cynthia Harvey, participante de la première saison dans l'équipe de Marie-Mai.
- Éléonore Lagacé est la fille de Natalie Choquette et la sœur de Florence K.
- Léa Morgane a participé à la première saison dans l'équipe de Marie-Mai, mais son parcours s'est arrêté aux Chants de Bataille.
- Gabryelle Frappier a participé à la première saison dans l'équipe de Jean-Pierre Ferland, mais son parcours s'est arrêté aux Duels.
- Joanie Roussel a participé à la première saison dans l'équipe de Jean-Pierre Ferland jusqu'aux Directs, dans lesquels elle a été éliminée en premier.

## Équipes
Légende
 – Gagnant
 – Finalistes
 – Demi-finalistes
 – Éliminés durant les directs
 – Éliminés durant les chants de bataille
 – Éliminés durant les duels
 – Volé par un autre coach
| Louis-Jean Cormier | Rémi Chassé            | Valérie Daure                          | Rémi Basque        | Éléonore Lagacé      | Mathieu Lavoie     | Sabrina Paton   | Thomas Hodgson           |
| Louis-Jean Cormier | Simon Petit            | Geoffroy Sauvé                         | William Sévigny    | Marie-Onile Rodrigue | Gabrielle Shonk    | Shiraz Adham    | Marie-Pier Gamache       |
| Éric Lapointe      | Valérie Lahaie         | Mathieu Provençal                      | Philippe Lauzon    | Éloïse Boutin-Masse  | Audrey Fréchette   | Rita Tabbakh    | Philippe Touzel          |
| Éric Lapointe      | Emmanuelle Duval-Auger | Sandra Christin                        | Sabrina Paton      | Catherine Grenier    | Marie-Ève Fournier | Pascal Caron    | Shiraz Adham             |
| Isabelle Boulay    | Yoan Garneau           | Marie-Ève Fournier                     | Philippe Berghella | Sandra Christin      | Véronique Gilbert  | Claudia Marsan  | Léa Morgane              |
| Isabelle Boulay    | Della Fournier         | Éric Mayer-Hurteau et David Y. Lazcano | Julie Ménard       | Caroline Mondou      | Sabine Prévost     | Rita Tabbakh    | Tamara-Lyne Weber-Filion |
| Marc Dupré         | Renée Wilkin           | G'Nee                                  | Julie Lefebvre     | Élie Dupuis          | Lawrence Castera   | Mélina Laplante | Catherine Grenier        |
| Marc Dupré         | Valectra               | Vanessa Borduas                        | Marie-Pier Gamache | Joanie Roussel       | Adrien Aubert      | Lisa Grenier    | Geoffroy Sauve           |

## Étapes

### Auditions à l’aveugle

#### Épisode 1
Date de diffusion : 19 janvier 2014.
Performance de groupe : les coachs de La Voix – "La Voix que j'ai"
| Ordre | Artiste (âge, ville)                      | Chanson                                                 | Choix      | Choix | Choix    | Choix |
| Ordre | Artiste (âge, ville)                      | Chanson                                                 | Louis-Jean | Éric  | Isabelle | Marc  |
| ----- | ----------------------------------------- | ------------------------------------------------------- | ---------- | ----- | -------- | ----- |
| 1     | Valérie Daure (30, Montréal)              | Feeling Good - Nina Simone                              |            |       |          |       |
| 2     | Adrien Aubert (29, Lac-Mégantic)          | Give Me One Reason - Tracy Chapman                      |            |       |          |       |
| 3     | Rémi Basque (28, Montréal)                | Bord de l'eau - Vincent Vallières                       |            |       | —        | —     |
| 4     | Sonia Turcotte-Légaré (16, Longueuil)     | Hero - Mariah Carey                                     | —          | —     | —        | —     |
| 5     | Marie-Eve Fournier (25, Mascouche)        | Since I've Been Loving You - Led Zeppelin               |            |       |          |       |
| 6     | Claudia Marsan (16, Lavaltrie)            | Les moulins de mon cœur - Frida Boccara                 | —          |       |          |       |
| 7     | Thomas Pearce (70, Saint-Élie-de-Caxton)  | Folsom Prison Blues - Johnny Cash                       | —          | —     | —        | —     |
| 8     | Philippe Lauzon (23, Saint-Martin)        | Wagon Wheel - Bob Dylan                                 | —          |       |          |       |
| 9     | Mathieu Tremblay (26, Les Escoumins)      | Blurred Lines - Robin Thicke                            | —          | —     | —        | —     |
| 10    | Gabrielle Shonk (25, Québec / Providence) | Sang d'encre - Jean Leloup                              |            |       |          |       |
| 11    | Julie Lefebvre (26, Saint-Rémi)           | Your Body - Christina Aguilera                          | —          |       | —        |       |
| 12    | Véronique Gilbert (31, Gatineau)          | Ce soir on danse à Naziland - Nanette Workman/Starmania | —          |       |          | —     |

#### Épisode 2
Date de diffusion : 26 janvier 2014
| Ordre | Artiste (âge, ville)                   | Chanson                                                   | Choix      | Choix | Choix    | Choix |
| Ordre | Artiste (âge, ville)                   | Chanson                                                   | Louis-Jean | Éric  | Isabelle | Marc  |
| ----- | -------------------------------------- | --------------------------------------------------------- | ---------- | ----- | -------- | ----- |
| 1     | Yoan Garneau (18, Ferme-Neuve)         | Live Forever - The Highwaymen                             | —          |       |          |       |
| 2     | Mélina Laplante (19, Chambly)          | One and Only - Adele                                      |            |       | —        |       |
| 3     | Andy Saint-Louis (22, Varennes)        | Je suis là                                                | —          | —     | —        | —     |
| 4     | Mathieu Lavoie (38, Mascouche)         | Why - Annie Lennox                                        |            |       |          | —     |
| 5     | Sandra Christin (45, Repentigny)       | It Hurt So Bad - Susan Tedeschi                           | —          |       | —        | —     |
| 6     | Ian Ducharme (29, Saint-Jean-de-Matha) | Je chante comme un coyote - Offenbach                     | —          | —     | —        | —     |
| 7     | Marie-Pier Gamache (22, Sorel-Tracy)   | Highway to Hell - AC/DC                                   | —          |       | —        |       |
| 8     | Rita Tabbakh (31, Montréal)            | Gravity - Sara Bareilles                                  |            |       |          |       |
| 9     | Francis Mondoux (41, Sorel-Tracy)      | Demain j'arrête - Ben l'Oncle Soul                        | —          | —     | —        | —     |
| 10    | Audrey Fréchette (34, Montréal)        | (You Make Me Feel Like) A Natural Woman - Aretha Franklin | —          |       |          |       |
| 11    | Catherine Grenier (28, Québec)         | Born This Way - Lady Gaga                                 | —          |       | —        | —     |
| 12    | Ève Dallaire (16, Saguenay)            | Des mots qui sonnent - Céline Dion                        | —          | —     | —        | —     |
| 13    | William Sévigny (26, Princeville)      | Tenir debout - Fred Pellerin                              |            |       | —        | —     |
| 14    | G'Nee (34, Chongqing / Pierrefonds)    | Halo - Beyoncé                                            |            |       |          |       |

Note : L'épisode 2 a été le théâtre de dysfonctionnements techniques. Ainsi, lors de l'audition de Catherine Grenier, Éric Lapointe a endommagé son bouton. Ensuite, lors de l'audition de G'Nee, les fauteuils de Marc Dupré et d'Éric Lapointe ne se sont pas retournés, malgré le fait qu'ils aient tous deux appuyé sur leur bouton. Cela n'a pas empêché Marc Dupré d'être sélectionné comme coach.

#### Épisode 3
Date de diffusion : 2 février 2014
| Ordre | Artiste (âge, ville)                                    | Chanson                                              | Choix      | Choix | Choix    | Choix |
| Ordre | Artiste (âge, ville)                                    | Chanson                                              | Louis-Jean | Éric  | Isabelle | Marc  |
| ----- | ------------------------------------------------------- | ---------------------------------------------------- | ---------- | ----- | -------- | ----- |
| 1     | Éléonore Lagacé (16, Montréal)                          | Something's Got a Hold On Me - Etta James            |            |       |          |       |
| 2     | Marie-Andrée Landry (26, Montréal / Sept-Îles)          | Mappemonde - Les sœurs Boulay                        | —          | —     | —        | —     |
| 3     | Philippe Touzel (23, Sept-Îles)                         | What Goes Around... Comes Around - Justin Timberlake | —          |       | —        | —     |
| 4     | Sabine Prévost (31, Longueuil)                          | Lovin' You, Baby - Charles Bradley                   | —          | —     |          |       |
| 5     | Madeleine Charpentier (65, Boucherville)                | Ma fille - Serge Reggiani                            | —          | —     | —        | —     |
| 6     | Vanessa Borduas (23, Granby)                            | Hound Dog - Elvis Presley                            | —          |       | —        |       |
| 7     | Julie Ménard (40, Montréal)                             | Une sorte d'église - Daran                           | —          | —     |          | —     |
| 8     | Simon Petit (33, Marieville)                            | R'viens pas trop tard - Zébulon                      |            |       |          |       |
| 9     | Pierre Beauregard (50, Blainville)                      | Mes blues passent pu dans porte - Offenbach          | —          | —     | —        | —     |
| 10    | Tamara-Lyne Weber-Fillion (22, Québec / Port-au-Prince) | Superman's Dead - Our Lady Peace                     | —          | —     |          |       |
| 11    | Emmanuelle Duval-Auger (28, Toronto / Trois-Rivières)   | Roar - Katy Perry                                    | —          |       | —        | —     |
| 12    | Renée Wilkin (25, Gatineau)                             | Tears of Joy - Faith Evans                           |            |       |          |       |
| 13    | Rusdell Pavel Nunez Carmenate (30, Québec / Holguin)    | Vivir mi vida - Marc Anthony                         | —          | —     | —        | —     |
| 14    | Mathieu Provençal (30, Saint-Charles-sur-Richelieu)     | Unchain My Heart - Joe Cocker                        |            |       | —        |       |

#### Épisode 4
Date de diffusion : 9 février 2014
| Ordre | Artiste (âge, ville)                                       | Chanson                                    | Choix      | Choix | Choix    | Choix |
| Ordre | Artiste (âge, ville)                                       | Chanson                                    | Louis-Jean | Éric  | Isabelle | Marc  |
| ----- | ---------------------------------------------------------- | ------------------------------------------ | ---------- | ----- | -------- | ----- |
| 1     | Rémi Chassé (28, Sainte-Marie-de-Beauce)                   | Whole Lotta Love - Led Zeppelin            |            |       |          |       |
| 2     | Pascal Caron (39, Cookshire-Eaton)                         | I Wish - Stevie Wonder                     | —          |       | —        | —     |
| 3     | Roxane Filion (29, Montréal)                               | Tu ne sauras jamais - Les B.B.             | —          | —     | —        | —     |
| 4     | Laurence Castera (23, Saint-Philibert, Québec)             | Home - Phillip Phillips                    | —          |       | —        |       |
| 5     | Della Fournier (17, Saint-Alphonse-Rodriguez)              | The Climb - Miley Cyrus                    | —          | —     |          | —     |
| 6     | Marie-Onile Rodrigue (17, Lac-Mégantic)                    | La petite mort - Cœur de pirate            |            |       | —        | —     |
| 7     | Éric Mayer-Hurteau et David Y. Lazcano (28 / 28, Montréal) | The Sound of Silence - Simon and Garfunkel | —          | —     |          | —     |
| 8     | Catherine Filion (22, Saguenay)                            | Mauvais caractère - Les Colocs             | —          | —     | —        | —     |
| 9     | Thomas Hodgson (31, Saint-Jean-sur-Richelieu)              | Eleanor Rigby - The Beatles                |            | —     |          | —     |
| 10    | Léa Morgane (16, Joliette)                                 | Wrecking Ball - Miley Cyrus                | —          |       |          | —     |
| 11    | Marc-André Sauvageau (24, Montréal)                        | Qui a le droit - Patrick Bruel             | —          | —     | —        | —     |
| 12    | Éloïse Boutin-Masse (20, Saint-Bruno-de-Montarville)       | Back to Black - Amy Winehouse              | —          |       | —        | —     |
| 13    | Yanick Lanthier (36, Saint-Jérôme)                         | Unchained Melody - The Righteous Brothers  | —          | —     | —        | —     |
| 14    | Valectra (36, Havre-Saint-Pierre)                          | Sympathique - Pink Martini                 |            |       |          |       |

#### Épisode 5
Date de diffusion : 16 février 2014
| Ordre | Artiste (âge, ville)                                 | Chanson                                   | Choix      | Choix | Choix    | Choix |
| Ordre | Artiste (âge, ville)                                 | Chanson                                   | Louis-Jean | Éric  | Isabelle | Marc  |
| ----- | ---------------------------------------------------- | ----------------------------------------- | ---------- | ----- | -------- | ----- |
| 1     | Gabryelle Frappier (28, Longueuil)                   | Loadé comme un gun - Éric Lapointe        | —          | —     | —        | —     |
| 2     | Philippe Berghella (35, Montréal / Saguenay)         | Wicked Game - Chris Isaak                 |            |       |          |       |
| 3     | Geoffroy Sauvé (26, Montréal)                        | No Diggity - Blackstreet                  |            |       | —        | —     |
| 4     | Valérie Lahaie (21, Lacolle)                         | The Edge of Glory - Lady Gaga             | —          |       |          | —     |
| 5     | Nicolas Jobin (33, Québec)                           | Dormir dehors - Daran et les chaises      | —          | —     | —        | —     |
| 6     | Joanie Roussel (25, Sainte-Thérèse / Pointe-au-Père) | The House of the Rising Sun - The Animals | —          | —     | —        |       |
| 7     | Lisa Grenier (41, Manchester)                        | It's a Heartache - Bonnie Tyler           |            |       |          |       |
| 8     | Sabrina Paton (29, Alma)                             | Ça fait mal en dedans - Zébulon           | —          |       |          | —     |
| 9     | Mathieu Boucher (16, Rivière-du-Loup)                | La désise - Daniel Boucher                | —          | NC    | —        | —     |
| 10    | Caroline Mondou (19, Blainville)                     | Radioactive - Imagine Dragons             | —          | NC    |          | —     |
| 11    | Caroline Piché (28, Montréal)                        | Cups (When I'm Gone) - Anna Kendrick      | —          | NC    | NC       | —     |
| 12    | Shiraz Adham (15, Montréal)                          | Les oies sauvages - Mes Aïeux             |            | NC    | NC       | —     |
| 13    | Élie Dupuis (19, Repentigny)                         | Qui sait - Daniel Lavoie                  | NC         | NC    | NC       |       |

### Duels

#### Mentors
Encore une fois cette saison-ci, les coachs sont assistés d'un mentor lors de l'étape des duels. Il s'agit de Martin Léon dans l'équipe de Louis-Jean Cormier, de Dan Bigras dans l'équipe d'Éric Lapointe, de Luc de Larochellière dans l'équipe d'Isabelle Boulay et de France d'Amour dans l'équipe de Marc Dupré.

#### Épisode 6
Date de diffusion : 23 février 2014
 Le participant est sauf
 Le participant est éliminé
 Le participant perd son duel, mais est volé par un autre coach
| Ordre | Coach              | Artistes           | Artistes            | Chanson                                              | Vols       | Vols | Vols     | Vols |
| Ordre | Coach              | Artistes           | Artistes            | Chanson                                              | Louis-Jean | Éric | Isabelle | Marc |
| ----- | ------------------ | ------------------ | ------------------- | ---------------------------------------------------- | ---------- | ---- | -------- | ---- |
| 1     | Éric Lapointe      | Marie-Ève Fournier | Audrey Fréchette    | Welcome to the Jungle - Guns N' Roses                |            | NC   |          |      |
| 2     | Louis-Jean Cormier | Rémi Chassé        | Simon Petit         | Piste 1 - Galaxie                                    | NC         | —    | —        | —    |
| 3     | Isabelle Boulay    | Della Fournier     | Yoan Garneau        | Islands in the Stream - Kenny Rogers et Dolly Parton | —          | —    | NC       | —    |
| 4     | Marc Dupré         | Lisa Grenier       | Melina Laplante     | Entre l'ombre et la lumière - Marie Carmen           | —          | —    | —        | NC   |
| 5     | Éric Lapointe      | Catherine Grenier  | Éloïse Boutin-Masse | Jamais ailleurs - Marie-Mai                          | —          | NC   | —        |      |
| 6     | Louis-Jean Cormier | Gabrielle Shonk    | Mathieu Lavoie      | Sunday Bloody Sunday - U2                            | NC         | —    | —        | —    |
| 7     | Isabelle Boulay    | Véronique Gilbert  | Sabine Prévost      | Tandem - Vanessa Paradis                             | —          | —    | NC       | —    |
| 8     | Marc Dupré         | Adrien Aubert      | Lawrence Castera    | Wake Me Up - Avicii et Aloe Blacc                    | —          | —    | —        | NC   |

#### Épisode 7
Date de diffusion : 2 mars 2014
 Le participant est sauf
 Le participant est éliminé
 Le participant perd son duel, mais est volé par un autre coach
| Ordre | Coach              | Artistes        | Artistes          | Chanson                                            | Vols       | Vols | Vols     | Vols |
| Ordre | Coach              | Artistes        | Artistes          | Chanson                                            | Louis-Jean | Éric | Isabelle | Marc |
| ----- | ------------------ | --------------- | ----------------- | -------------------------------------------------- | ---------- | ---- | -------- | ---- |
| 1     | Marc Dupré         | G'Nee           | Vanessa Borduas   | Impossible - Shontelle                             | —          | —    | —        | NC   |
| 2     | Louis-Jean Cormier | Rémi Basque     | William Sévigny   | Le Train - Vilain Pingouin                         | NC         | —    | —¸       | —    |
| 3     | Isabelle Boulay    | Claudia Marsan  | Rita Tabbakh      | Dans chacun de mes silences - Marie-Élaine Thibert | —          |      | NC       | —    |
| 4     | Éric Lapointe      | Philippe Lauzon | Sabrina Paton     | Ma gueule - Johnny Hallyday                        |            | NC   | —        |      |
| 5     | Marc Dupré         | Valectra        | Renée Wilkin      | No One - Alicia Keys                               | —          | —    | —        | NC   |
| 6     | Louis-Jean Cormier | Thomas Hodgson  | Shiraz Adham      | On leur a fait croire - Alex Nevsky                | NC         |      | —        |      |
| 7     | Isabelle Boulay    | Léa Morgane     | Caroline Mondou   | Titanium - David Guetta et Sia                     | —          | NC   | NC       | —    |
| 8     | Éric Lapointe      | Sandra Christin | Mathieu Provençal | You Shook Me All Night Long - AC/DC                |            | NC   |          | —    |

#### Épisode 8
Date de diffusion : 9 mars 2014
 Le participant est sauf
 Le participant est éliminé
 Le participant perd son duel, mais est volé par un autre coach
| Ordre | Coach              | Artistes                               | Artistes                 | Chanson                                        | Vols       | Vols | Vols     | Vols |
| Ordre | Coach              | Artistes                               | Artistes                 | Chanson                                        | Louis-Jean | Éric | Isabelle | Marc |
| ----- | ------------------ | -------------------------------------- | ------------------------ | ---------------------------------------------- | ---------- | ---- | -------- | ---- |
| 1     | Louis-Jean Cormier | Éléonore Lagacé                        | Marie-Onile Rodrigue     | You Can't Hurry Love - The Supremes            | NC         | NC   | NC       | —    |
| 2     | Marc Dupré         | Julie Lefebvre                         | Marie-Pier Gamache       | Je cours - Marie-Mai                           |            | NC   | NC       | NC   |
| 3     | Éric Lapointe      | Pascal Caron                           | Philippe Touzel          | Déjeuner en paix - Stéphane Eicher             | NC         | NC   | NC       | —    |
| 4     | Isabelle Boulay    | Julie Ménard                           | Philippe Berghella       | Je t'appartiens - Gilbert Bécaud               | NC         | NC   | NC       | —    |
| 5     | Louis-Jean Cormier | Valérie Daure                          | Geoffroy Sauvé           | Ain't No Mountain High Enough - Marvin Gaye    | NC         | NC   | NC       |      |
| 6     | Marc Dupré         | Élie Dupuis                            | Joanie Roussel           | Si seulement je pouvais lui manquer - Calogero | NC         | NC   | NC       | NC   |
| 7     | Éric Lapointe      | Émmanuelle Duval-Auger                 | Valérie Lahaie           | Don't Stop Believin' - Journey                 | NC         | NC   | NC       | NC   |
| 8     | Isabelle Boulay    | Éric Mayer-Hurteau et David Y. Lazcano | Tamara-Lyne Weber-Filion | Papaoutai - Stromae                            | NC         | NC   | NC       | NC   |

### Chants de bataille

#### Épisode 9
Date de diffusion : 16 mars 2014
 Le participant est sauvé
 Le participant est éliminé
| Coach              | Participant(e)           | Chanson                              |
| ------------------ | ------------------------ | ------------------------------------ |
| Louis-Jean Cormier | Marie-Pier Gamache       | Sexy and I Know It - LMFAO           |
| Louis-Jean Cormier | Sabrina Paton            | You Oughta Know - Alanis Morissette  |
| Louis-Jean Cormier | Thomas Hodgson           | La confession - Lhasa de Sela        |
| Isabelle Boulay    | Léa Morgane              | Tu m'manques - La Chicane            |
| Isabelle Boulay    | Tamara-Lyne Weber-Filion | Les deux printemps - Daniel Bélanger |
| Isabelle Boulay    | Véronique Gilbert        | The Man I Love - Ella Fitzgerald     |
| Marc Dupré         | Catherine Grenier        | Locked Out of Heaven - Bruno Mars    |
| Marc Dupré         | Geoffroy Sauvé           | I Lost My Baby - Jean Leloup         |
| Marc Dupré         | Lawrence Castera         | Never Say Never - The Fray           |
| Éric Lapointe      | Philippe Touzel          | Petite Marie - Francis Cabrel        |
| Éric Lapointe      | Rita Tabbakh             | Where I Stood - Missy Higgins        |
| Éric Lapointe      | Shiraz Adham             | Sang pour sang - Johnny Hallyday     |

Chansons hors compétitions
| Ordre | Chanteurs | Chanson                           |
| ----- | --- | --------------------------------- |
| 1     | Louis-Jean Cormier et son équipe (Mathieu Lavoie, Valérie Daure, Rémi Chassé, Éléonore Lagacé, Rémi Basque, Sabrina Paton)                | Complot d'enfants - Félix Leclerc |
| 2     | Isabelle Boulay et son équipe (Claudia Marsan, Philippe Berghella, Yoan Garneau, Sandra Christin, Marie-Ève Fournier, Véronique Gilbert ) | Fais moi une place - Julien Clerc |
| 3     | Marc Dupré et son équipe (Renée Wilkin, Mélina Laplante, G'Nee, Élie Dupuis, Julie Lefebvre, Lawrence Castera)                            | With or Without You - U2          |
| 4     | Éric Lapointe et son équipe (Mathieu Provençal, Audrey Fréchette, Valérie Lahaie, Philippe Lauzon, Éloïse Boutin-Masse, Rita Tabbakh)     | Suspicious Minds - Elvis Presley  |

### Variétés ou galas

#### Épisode 10
Date de diffusion : 23 mars 2014
Numéro d'ouverture : Sheryl Crow avec les participants de La Voix
1. Everyday is a Winding Road, avec Mathieu Lavoie, Rémi Chassé et Sabrina Paton (Équipe Louis-Jean Cormier)
2. All I Wanna Do, avec Audrey Fréchette, Mathieu Provençal et Rita Tabbakh (Équipe Éric Lapointe)
3. Callin' Me When I'm Lonely, avec Claudia Marsan, Véronique Gilbert et Marie-Ève Fournier (Équipe Isabelle Boulay)
4. Soak Up The Sun, avec Mélina Laplante, Lawrence Castera et G'Nee (Équipe Marc Dupré)

 Le participant est sauvé
 Le participant est éliminé
| Coach              | Participant(e)     | Chanson                                   | Points (coach) | Points (public) | Total des points |
| ------------------ | ------------------ | ----------------------------------------- | -------------- | --------------- | ---------------- |
| Louis-Jean Cormier | Mathieu Lavoie     | Dis tout sans rien dire - Daniel Bélanger | 30             | 9               | 39               |
| Louis-Jean Cormier | Rémi Chassé        | Try - Pink                                | 50             | 61              | 111              |
| Louis-Jean Cormier | Sabrina Paton      | Ne me quitte pas - Jacques Brel           | 20             | 30              | 50               |
| Éric Lapointe      | Audrey Fréchette   | L'espion - Michel Pagliaro                | 20             | 8               | 28               |
| Éric Lapointe      | Mathieu Provençal  | Rockin' in the Free World - Neil Young    | 50             | 50              | 100              |
| Éric Lapointe      | Rita Tabbakh       | Amoureuse - Véronique Sanson              | 30             | 42              | 72               |
| Isabelle Boulay    | Claudia Marsan     | Monopolis - Starmania / France Gall       | 20             | 29              | 49               |
| Isabelle Boulay    | Marie-Ève Fournier | Poison Rouge - Gerry Boulet               | 50             | 42              | 92               |
| Isabelle Boulay    | Véronique Gilbert  | Reste - Daniel Bélanger                   | 30             | 29              | 59               |
| Marc Dupré         | G'Nee              | Non, je ne regrette rien - Édith Piaf     | 50             | 30              | 80               |
| Marc Dupré         | Lawrence Castera   | Ariane - Clément Jacques                  | 30             | 25              | 55               |
| Marc Dupré         | Mélina Laplante    | If I Were a Boy - Beyoncé                 | 20             | 45              | 65               |

#### Épisode 11
Date de diffusion : 30 mars 2014
Numéro d'ouverture : Pierre Lapointe avec les participants de La Voix
1. La forêt des mal-aimés, avec Élie Dupuis, Julie Lefebvre et Renée Wilkin (Équipe Marc Dupré)
2. Le colombarium, avec Valérie Lahaie, Philippe Lauzon et Éloïse Boutin-Masse (Équipe Éric Lapointe)
3. La sexualité, avec Rémi Basque, Valérie Daure et Éléonore Lagacé (Équipe Louis-Jean Cormier)
4. Au bar des suicidés, avec Philippe Berghella, Sandra Christin et Yoan Garneau (Équipe Isabelle Boulay)
5. Deux par deux rassemblés, avec tous les participants de l'émission

 Le participant est sauvé
 Le participant est éliminé
| Coach              | Participant(e)      | Chanson                                               | Points (coach) | Points (public) | Total des points |
| ------------------ | ------------------- | ----------------------------------------------------- | -------------- | --------------- | ---------------- |
| Isabelle Boulay    | Philippe Berghella  | Break On Through - The Doors                          | 30             | 16              | 46               |
| Isabelle Boulay    | Sandra Christin     | Laisse-moi seul - Éric Lapointe                       | 20             | 4               | 24               |
| Isabelle Boulay    | Yoan Garneau        | Baby What You Want Me To Do - Neil Young              | 50             | 80              | 130              |
| Marc Dupré         | Élie Dupuis         | Si Dieu existe - Claude Dubois                        | 30             | 27              | 57               |
| Marc Dupré         | Julie Lefebvre      | Something New - Nikki Yanofsky                        | 20             | 8               | 28               |
| Marc Dupré         | Renée Wilkin        | Je sais pas - Celine Dion                             | 50             | 65              | 115              |
| Éric Lapointe      | Éloïse Boutin-Masse | Every Breath You Take - The Police                    | 30             | 10              | 40               |
| Éric Lapointe      | Philippe Lauzon     | Ailleurs - Marjo                                      | 20             | 34              | 54               |
| Éric Lapointe      | Valérie Lahaie      | Aimons-nous - Dan Bigras                              | 50             | 56              | 106              |
| Louis-Jean Cormier | Éléonore Lagacé     | Mon bel amour - Jim Corcoran                          | 30             | 23              | 53               |
| Louis-Jean Cormier | Rémi Basque         | Fulton Road - Bernard Adamus                          | 20             | 21              | 41               |
| Louis-Jean Cormier | Valérie Daure       | Je pensais pas - Daniel Lavoie (Formidable - Stromae) | 50             | 56              | 106              |

### Demi-finale

#### Épisode 12
Date de diffusion : 6 avril 2014
 Le participant est sauvé
 Le participant est éliminé
| Coach              | Participant(e)     | Chanson                                                                                             | Points (coach) | Points (public) | Total des points |
| ------------------ | ------------------ | --------------------------------------------------------------------------------------------------- | -------------- | --------------- | ---------------- |
| Éric Lapointe      | Mathieu Provençal  | Seigneur - Kevin Parent                                                                             | 40             | 25              | 65               |
| Éric Lapointe      | Valérie Lahaie     | Je pense encore à toi - Sylvain Cossette                                                            | 60             | 75              | 135              |
| Marc Dupré         | G'Nee              | Stay - Rihanna                                                                                      | 40             | 14              | 54               |
| Marc Dupré         | Renée Wilkin       | Listen - Beyoncé                                                                                    | 60             | 86              | 146              |
| Louis-Jean Cormier | Rémi Chassé        | Elle s'en va - Patrick Norman                                                                       | 60             | 52              | 112              |
| Louis-Jean Cormier | Valérie Daure      | With a Little Help from My Friends - The Beatles / La Complainte du phoque en Alaska - Beau Dommage | 40             | 48              | 88               |
| Isabelle Boulay    | Marie-Ève Fournier | Qu'est-ce que ça peut ben faire - Éric Lapointe                                                     | 40             | 29              | 69               |
| Isabelle Boulay    | Yoan Garneau       | Je t'aime évidemment - Sylvain Garneau, père de Yoan                                                | 60             | 71              | 131              |

### Finale

#### Épisode 13
Date de diffusion : 13 avril 2014
Numéro d'ouverture : Cee Lo Green avec les finalistes de La Voix (Rémi Chassé, Renée Wilkin, Valérie Lahaie, Yoan Garneau)
1. Crazy, de Gnarls Barkley
2. Forget You

Pour la grande finale, comme lors de la première saison, les chansons interprétées par les finalistes sont des chansons originales proposées par les coachs (ou mentors) de chacun.
 Le participant gagne La Voix
 Le participant est éliminé
| Coach              | Participant(e) | Chanson                | Auteur / Compositeur                        |
| ------------------ | -------------- | ---------------------- | ------------------------------------------- |
| Louis-Jean Cormier | Rémi Chassé    | Une armée dans la voix | Louis-Jean Cormier                          |
| Marc Dupré         | Renée Wilkin   | Comment je te dirais   | Marc Dupré, Nelson Minville                 |
| Éric Lapointe      | Valérie Lahaie | J'existe               | Éric Lapointe, Roger Tabra, Stéphane Dufour |
| Isabelle Boulay    | Yoan Garneau   | T'aimer trop           | Luc De Larochellière (mentor)               |